# Aeroportul internațional Vnukovo
Aeroportul internațional Vnukovo (IATA: VKO, ICAO: UUWW) este un aeroport din Vnukovo⁠(d), Moscova, Rusia ce deservește zona Moscova. Aeroportul a fost tranzitat în 2022 de 16.400.000 de pasageri. A fost deschis în 2 iulie 1941 și numit după Andrei Tupolev⁠(d).
Situat la o altitudine de 209 m, aeroportul dispune de 2 piste și ocupă o suprafață de 8.231.306 m².

## Infrastructură

### Piste
Aeroportul dispune de 2 piste. Pista 01/19 are suprafața de asfalt[*] și dimensiunile 3.060 m × 45 m. Pista 06/24 are suprafața de beton și dimensiunile 3.500 m × 60 m. 